# Kadivanakatte, Hosadurga
Kadivanakatte là một làng thuộc tehsil Hosadurga, huyện Chitradurga, bang Karnataka, Ấn Độ.